# 進步共和黨 (土耳其)
進步共和黨（鄂圖曼土耳其語：‎，羅馬化：Terakkiperver Cumhuriyet Fırkası），是1924年至1925年間土耳其的一個政黨。 它由阿里·富特·塞伯遜伊、卡齊姆·卡拉貝基爾、里菲特·百立和阿德南·阿迪瓦爾於1924年11月17日建立。該黨於1925年6月5日在謝赫賽義德叛亂後被取締。